# American Journal of Distance Education
American Journal of Distance Education (AJDE) és una revista acadèmica centrada en els usos d'Internet en l'educació a distància (e-learning, aprenentatge distribuït, aprenentatge asíncron i aprenentatge mixt) a les Amèriques. Creada el 1987, la seva audiència inclou: docents d'educació primària, educació secundària i educació superior, formadors en àmbits corporatiu, militar i professional; educadors d'adults; investigadors; i altres especialistes en educació, formació i comunicació.